# Trachycrusus striatulus
Trachycrusus striatulus är en skalbaggsart som beskrevs av Henry Fuller Howden och Gill 1995. Trachycrusus striatulus ingår i släktet Trachycrusus och familjen Hybosoridae. Inga underarter finns listade i Catalogue of Life.